# Rhamnus scopulorum
Rhamnus scopulorum är en brakvedsväxtart som först beskrevs av Marcus Eugene Jones, och fick sitt nu gällande namn av Carl Brandt Wolf. Rhamnus scopulorum ingår i släktet getaplar, och familjen brakvedsväxter. Inga underarter finns listade i Catalogue of Life.